# Claude Eatherly
Claude Robert Eatherly (Van Alstyne, 2 ottobre 1918 – Houston, 1º luglio 1978) è stato un aviatore statunitense.
In qualità di ufficiale dell'United States Air Force prese parte alla missione culminata con lo sgancio della bomba atomica Little Boy su Hiroshima il 6 agosto 1945.

## Biografia
Nato il 2 luglio 1918 nel nord del Texas, vicino alla cittadina di Van Alstyne, figlio degli agricoltori James E. "Bud" Eatherly ed Edna Bell George è il più giovane di sei fratelli. A diciassette anni si iscrive al North Texas State Teachers’ College di Denton ma non termina gli studi.
Nel dicembre 1940 si arruola nello United States Army Air Corps entrando nella scuola per piloti di bombardiere, si dimostra un abile pilota diventando sottotenente il 15 agosto 1941.

## Il bombardamento di Hiroshima

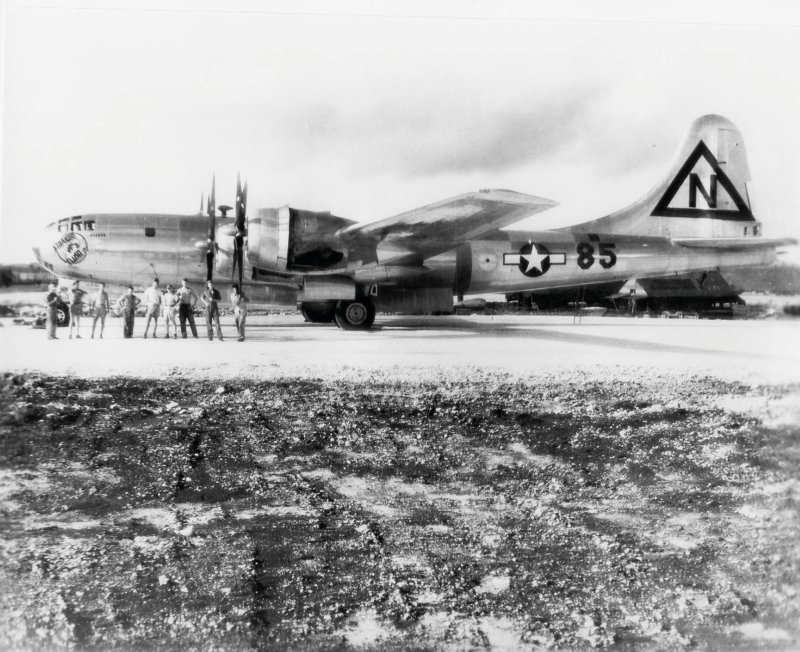
Straight Flush con l'equipaggio

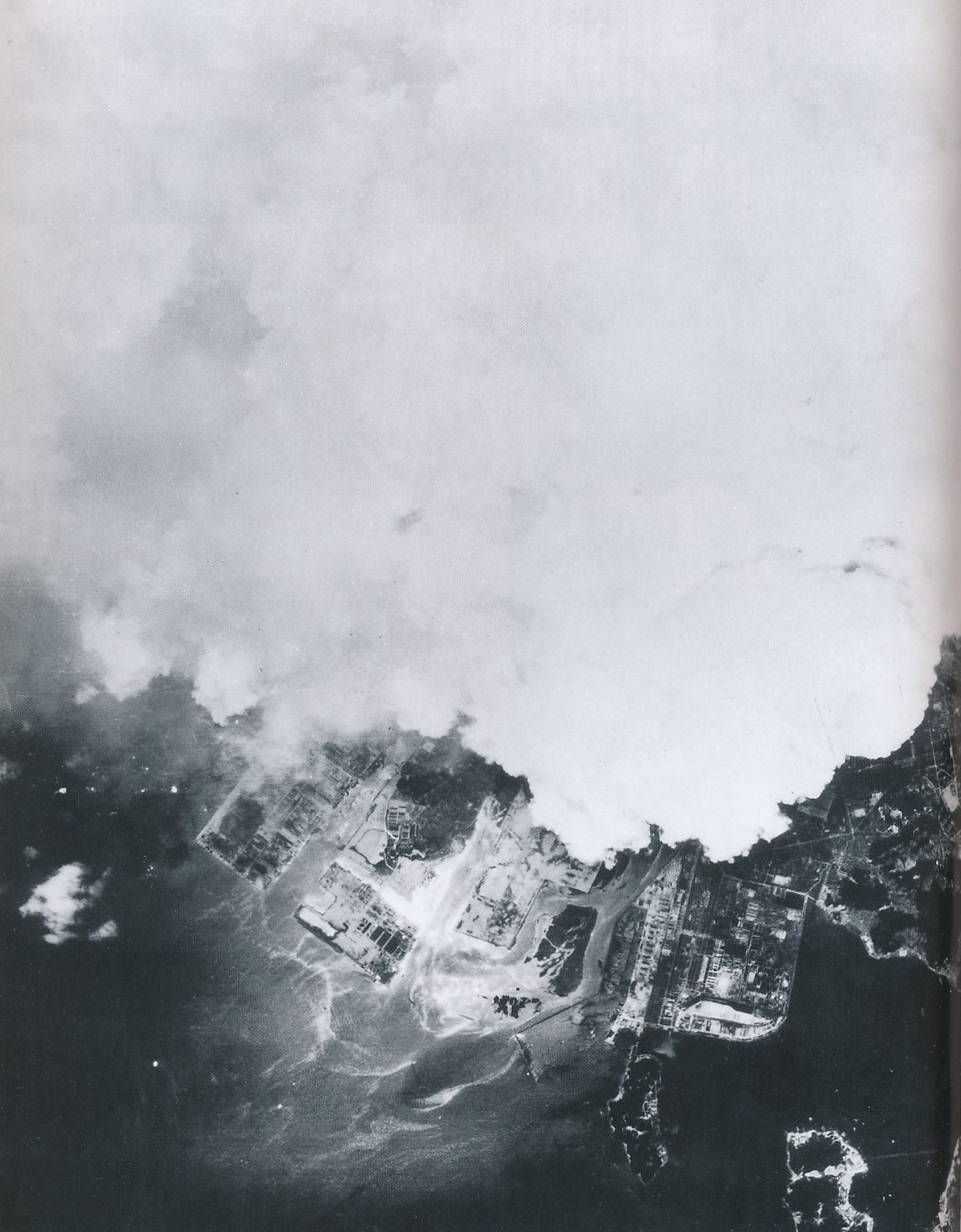
La nuvola atomica sopra Hiroshima

Per quella missione vennero scelti i migliori piloti e i migliori equipaggi, e lui non era certo da meno: arruolatosi volontario, fece rapidamente carriera (a 24 anni era già maggiore), compiendo innumerevoli missioni di pattugliamento costiero e guadagnandosi due medaglie, fra cui la "Distinguished Flying Cross", la decorazione più alta per piloti vivi. Eatherly era il comandante del B-29 incaricato di verificare se le condizioni meteorologiche permettevano il rilascio della bomba, visto che la visibilità doveva essere ottimale. Se così non fosse stato, si sarebbe ripiegato sugli altri obiettivi strategici prefissati. Il suo aereo, battezzato Straight Flush (un gioco di parole che indicava non una "scala reale" bensì un giapponese scaricato con l'acqua di uno sciacquone), e gli altri due aerei di ricognizione partirono all'1:37 dalla base di Tinian, un'ora prima del più famoso B-29 Enola Gay, che sganciò la bomba. Eatherly volò sulla città per 15 minuti, durante i quali il vento spazzò via le nuvole. Le condizioni gli parvero allora ideali e trasmise quindi il seguente messaggio in codice all'equipaggio dell'Enola Gay: "Stato del cielo su Kokura coperto. Su Nagasaki coperto. Su Hiroshima sereno, con visibilità dieci miglia sulla quota di tredicimila piedi". La scelta era fatta, dopodiché si allontanò in fretta come gli fu ordinato. Lui stesso ignorava la potenza dell'ordigno: era infatti convinto che quella fosse una missione come tante altre. Dalla sua posizione rimase terrorizzato dall'esplosione e vide sparire Hiroshima dentro una nube gialla (fu una sua dichiarazione postuma, in realtà non vide la nube in quanto dopo il rendez-vous con l'Enola Gay di Tibbets si allontanò verso Tinian). Solo al suo ritorno alla base di Tinian seppe della devastazione e della grande perdita di vite umane causate dallo scoppio.

## Gli anni successivi
Eatherly venne decorato come gli altri, ma alla fine del conflitto chiese di essere congedato, mandando a monte un futuro militare pieno di promesse. Lo stato americano gli offrì 237 dollari di pensione al mese, ma lui li rifiutò. I rifiuti non erano però consentiti dal regolamento e quindi dispose che quei soldi venissero devoluti alle vedove dei caduti di guerra. Tornò a vivere con la moglie Maria Concetta Mazzagatti, un'attrice italo-americana sposata nel 1943, trovando impiego a Houston, in una società petrolifera. Ma era cambiato, era nervoso, magro e irascibile. Di notte incominciò ad avere incubi, svegliandosi di soprassalto e gridando "Gettatevi, gettatevi: arriva la nuvola gialla!"(Nelle varie udienze tutti i testimoni negarono che Eatherly avesse incubi notturni, compresa la moglie, i fratelli ed il personale di Waco). Nel 1950, dopo aver tentato il suicidio a New Orleans, mediante ingestione di sonniferi, si lasciò convincere dai parenti a farsi ricoverare nell'ospedale psichiatrico di Waco, dove trascorse sei settimane. Si tornò a parlare di lui agli inizi del 1953, per alcuni casi di piccola criminalità: la falsificazione di un assegno d'importo irrisorio a New Orleans, reato per il quale venne amnistiato, e quindi una rapina a mano armata a Dallas, che gli fruttò solo un nuovo e più lungo ricovero a Waco, quattro mesi. In luogo della sospirata pena espiativa, Eatherly venne dichiarato malato mentale. Tornato a casa, tentò nuovamente il suicidio, recidendosi le vene di un polso. Nuovo ricovero a Waco e massiccia cura a base di insulina per la rimozione dei ricordi che lo ossessionavano. Intanto, la moglie, esasperata dai suoi comportamenti, chiese e ottenne il divorzio insieme con l'interdizione di Eatherly a incontrare i loro figli, sentenza che l'ex aviatore accettò. Seguì, negli anni successivi, una lunga sequenza di piccoli reati, finte rapine, assalti a uffici postali, processi e trattamenti psichiatrici.

## La corrispondenza con Günther Anders
Nella primavera del 1959, il filosofo tedesco Günther Anders venne a conoscenza del caso Eatherly e incominciò un rapporto epistolare con l'aviatore, ricoverato a Waco, per aiutarlo a uscire da quella condizione. I contatti divennero più intensi con il tempo e i due si incontrarono qualche anno dopo. Anders suggerì all'ex pilota di scrivere una lettera di scuse in cui descriveva il suo dolore, il suo rimorso e la sua vita dopo quella ricognizione. I superstiti di quell'inferno gli risposero che in fondo lui era solo un'ennesima vittima di Hiroshima. L'ex pilota si sentì più sollevato dopo essersi riappacificato con Hiroshima e visse meglio fino alla sua morte che avvenne nel 1978 a causa di un cancro alla gola.